# 阿威羅主教座堂

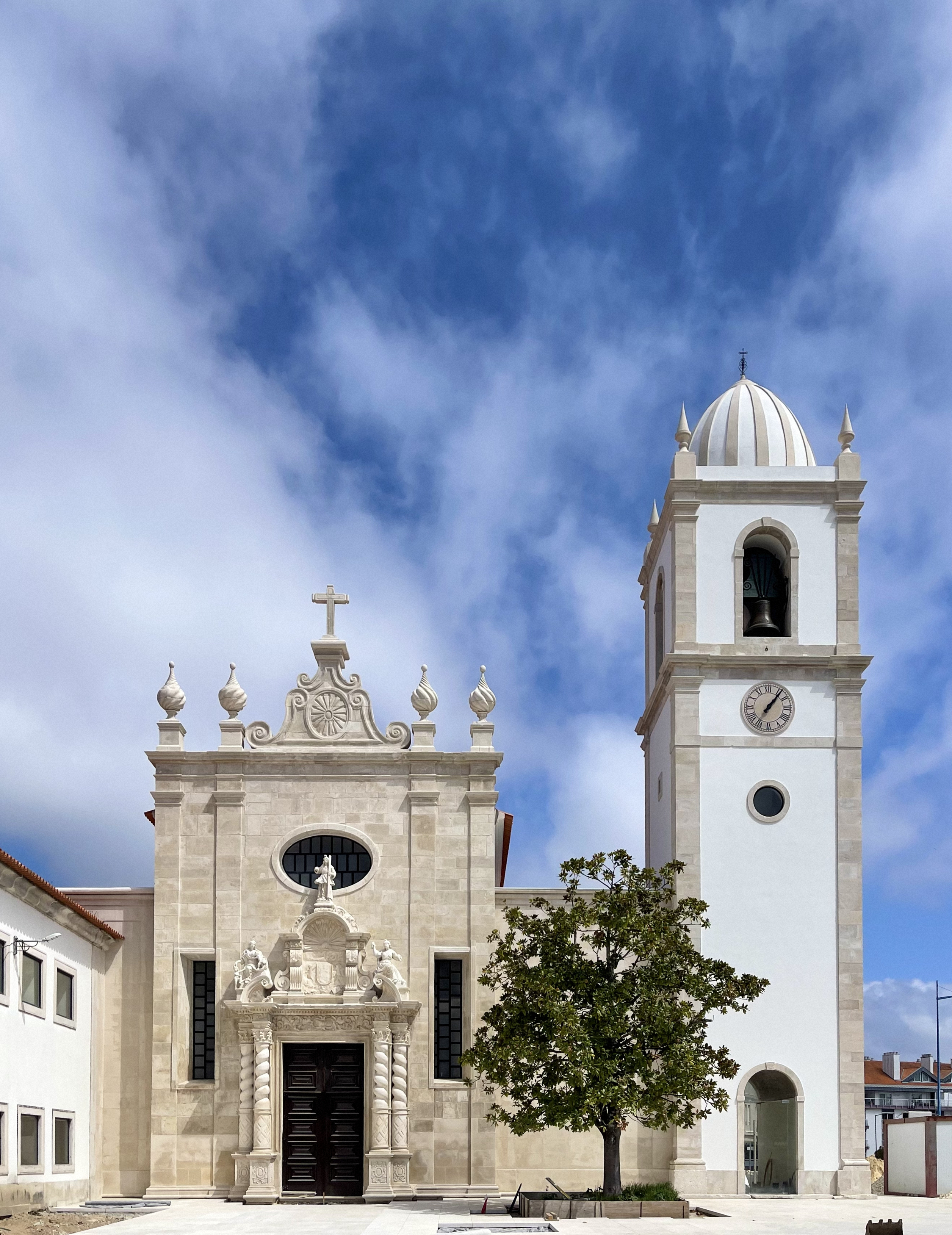

阿威羅主教座堂（葡萄牙語：Sé de Aveiro），又稱聖多米尼克教堂（葡萄牙語：Igreja de São Domingos），是葡萄牙城市阿威羅的一座羅馬天主教的主教座堂。這座教堂的外觀為巴洛克式風格。

## 教堂历史
教堂創建於1423年。
自1996年3月6日開始，這座教堂是葡萄牙國家紀念建築。